# Namtsi
Namtsi (en rus: Намцы) és un poble de la república de Sakhà, a Rússia, que el 2018 tenia 10.044 habitants, és seu administrativa del districte homònim.